# Ototyphlonemertes antipai
Ototyphlonemertes antipai är en djurart som tillhör fylumet slemmaskar, och som beskrevs av Müller 1968. Ototyphlonemertes antipai ingår i släktet Ototyphlonemertes och familjen Ototyphlonemertidae. Inga underarter finns listade i Catalogue of Life.